# Spawn (videogiochi)
Spawn è un termine gergale usato nei videogiochi per indicare l'apparizione in gioco per la prima volta di un'entità, che può essere un personaggio giocabile, non giocabile o un oggetto. Il respawn consiste nella riapparizione di un personaggio o di un nemico dopo la sua morte o distruzione. Il termine deriva dal verbo inglese spawn (/spɔːn/) che vuol dire "generare", "deporre le uova".
Lo spawn dei giocatori coincide con l'inizio del livello e il respawn avviene subito dopo la loro uccisione, nei giochi in cui si dispone di più vite. Il respawn dei nemici può avvenire o subito dopo aver ucciso o distrutto il nemico o con un ritardo prestabilito.

## Punto dispawn
Lo spawn point, ovvero "punto di spawn", è il luogo in cui appaiono le entità. Il termine è usato soprattutto nei contesti multigiocatore.
Il punto di spawn per ogni entità può essere fisso o variabile in modo casuale. Il giocatore rigenerato può ritrovarsi anche molto lontano dalla posizione precedente. Tuttavia nei livelli creati per il gioco di squadra spesso esistono semplicemente due zone, una per ogni squadra.
I punti di spawn possono essere mobili (quando collegati ad uno specifico personaggio come ad esempio il caposquadra o a un veicolo) e possono passare di mano da una fazione all'altra quando vengono svolte determinate azioni (ad esempio nella serie Battlefield questo accade in genere quando si conquista una bandiera).

## Spawn killing
Lo spawn killing o spawn camping è una tecnica che consiste nel sostare dietro il punto di respawn dei giocatori nemici per ucciderli appena rientrano in gioco; può riguardare un'intera squadra, intenta a circondare l'area di spawn nemica e tenerla costantemente sotto assedio, rendendo impossibile per l'altra squadra una qualsiasi azione. Tale tattica può essere considerata ingiusta e antisportiva.

## Respawndei nemici
In alcuni giochi i nemici controllati dal computer possono subire il respawn (o altri nemici possono essere creati per rimpiazzare quelli vecchi), per tenere alta la tensione o costringere il giocatore a spostarsi, tentando di ridurre le risorse del giocatore e/o evitando che il giocatore attraversi un passaggio del gioco in anticipo eliminandolo prima che riesca a proseguire attraverso quel percorso. A seconda del gioco alcuni nemici possono essere colpiti direttamente dal giocatore, a meno che lo spawn avvenga con un sistema a linea di vista che impedisce al giocatore di colpirli subito. Alcuni giochi hanno provato questo sistema in vari gradi tra cui GoldenEye 007, Perfect Dark, System Shock, System Shock 2, e Doom 3. In particolare System Shock 2 e Doom 3 sono stati lodati e criticati per le loro caratteristiche sia dai giocatori sia dai recensori.

## Installazionespawn
Spawning ha anche un altro significato ben diverso: si può riferire ad un'installazione parziale di un videogioco, abilitata esclusivamente al multigiocatore in rete. Solitamente la versione spawn non richiede nemmeno la presenza del CD originale, purché uno degli altri giocatori utilizzi un'installazione normale. Ad esempio a StarCraft possono giocare in rete fino a tre persone con un solo CD; un giocatore usa un'installazione normale e gli altri due una spawn.